# 애로우 (미사일)

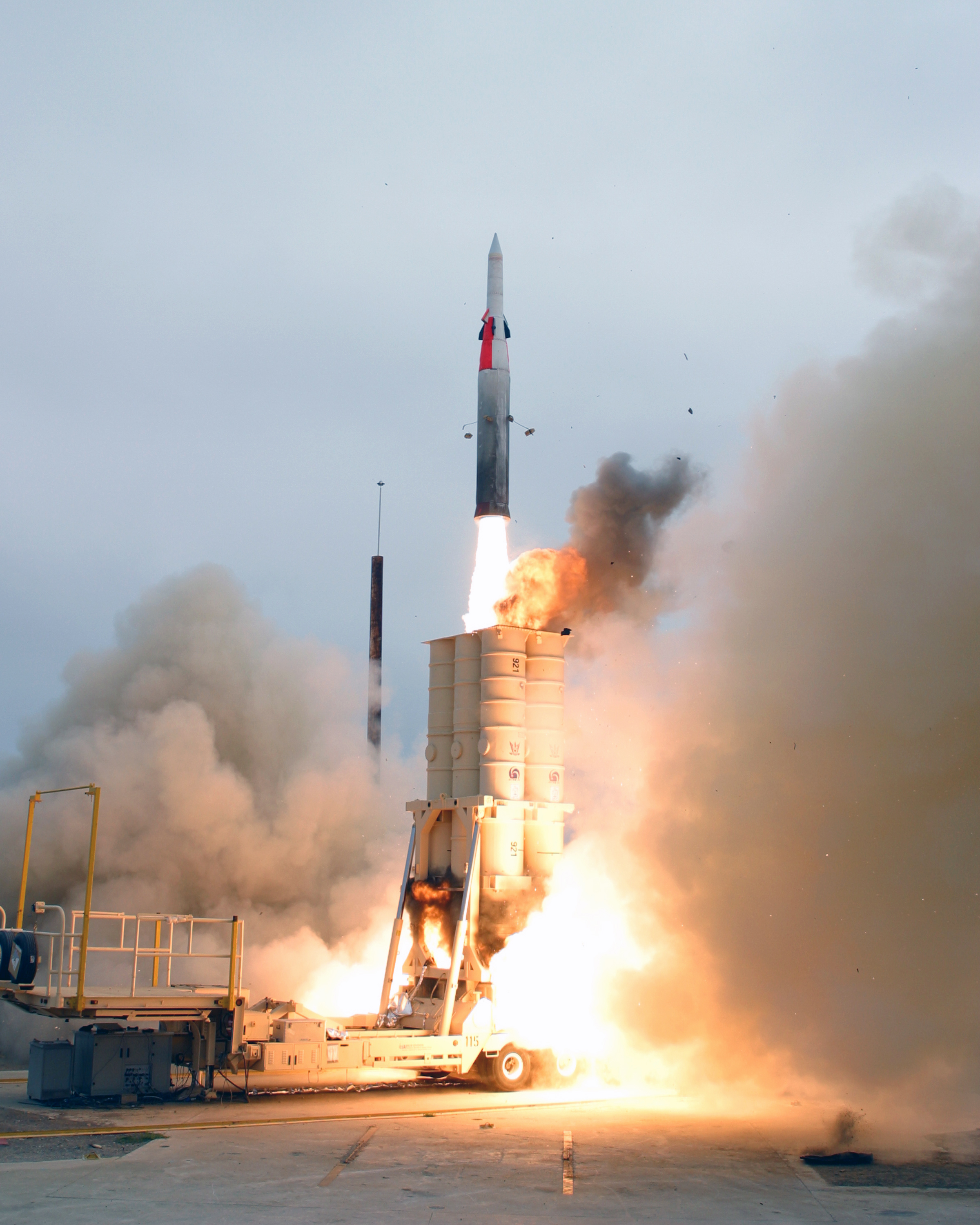
Arrow anti-ballistic missile launch

애로 탄도탄 요격 미사일(Arrow ABM)은 이스라엘산 THAAD 미사일이다.
미국의 전역미사일방어(TMD) 시스템의 일부를 구성한다. 이것은 국가수준에 대한 탄도미사일을 요격하고 파괴하기 위해 특별히 설계되고 제작된 최초의 미사일이다.
애로 ABM 시스템은 미국의 재정적 지원 하에, 수십억 달러 개발 프로그램으로 이스라엘에서 설계되고 제조되었다.(20억불이라고 알려짐) 이스라엘 국방성은 Arrow 개발 프로젝트를 이스라엘의 다른 보안 산업체들(예컨대, IMI, 타디란, IAI 등)과 함께 ‘Minhelet Khoma’라는 이름하에 진행했다.
ABM 시스템은 중거리와 단거리 탄도 미사일을 요격하기 위한 것이고, 이라크와 이란의 고성능 미사일 프로그램을 인지하면서 설계되었다. 시스템은 애로우 미사일, "Yellow Citron" 통제 시스템, 그린파인 레이다 시스템으로 구성되어 있다. 실제 사용 시엔, 시스템은 미사일이 발사된 화염을 탐지, 보고하는 미국 위성의 도움을 받는다. 첫 작전용 시스템은 2000년 3월 14일, 이스라엘 중앙부인 지중해 해안에 위치한 팔마힘 공군기지에 실전 배치되었다. 최신의 미사일은 아직 성능향상을 위해 시험 중에 있는 ‘애로 2’(Arrow II)로 알려져 있다.
자동화된 패트리엇 시스템과는 달리, 애로 시스템은 탄도를 계산(evaluate)할 수 있고, 애로 미사일을 발사해야 할지를 판단하는 통제관에 의해 조작된다. 각각의 발사대는 6개의 미사일관을 가진다. 그리고 각각의 발사대는 다른 목표물을 위해 발사될 수 있다. 이것과 다른 성능들은 미국 이스라엘 연합훈련동안 가상 목표물에 대해 6개 중 4개의 미사일들이 발사된 최근의 한 실험(애로 미사일을 위한 10번째 실험이고 전체 시스템을 위한 5번째의 실험인)에서 실제로 보여주었다. 시스템은 14개의 동시 요격을 가능하도록 설계되었다.
애로 2 요격 미사일은 초속 2.5 km (시속 9,000 km)의 속도를 낸다. 대단히 동적인 무기들에 대응하기 위해 40미터~50미터의 오차가 나도 요격이 가능한 폭약 탄두를 장착하고 있다.
2004년 6월 29일, 이스라엘과 미국은 미국에서, 실제 스커드 미사일에 대해 애로 미사일을 발사하는 합동 실험을 했다. 실험은 성공이었다. 애로는 스커드 미사일을 직격으로 맞춰서 파괴했다.
실험이 성공하자, 이스라엘 국방장관 사울 모파즈는 “이것은 이스라엘 국방 능력의 central plank이다. 실험의 성공은 이스라엘 방위 산업체들의 뛰어난 기술력을 입증하는 것이다."라고 말했다 .
시스템은 높은 성공률을 보였고, 이스라엘은 영토의 완벽한 방어를 위해 여러 곳에 시스템을 실전배치할 계획이다. 첫 번째가 실패한 경우 다시 두 번째 애로가 발사되고, 이도 실패하면 마지막으로 패트리엇이 발사된다.
그린 파인 레이다 시스템은 이미 인도에 팔려서 설치되었지만, 이스라엘은 인도와 애로 시스템 판매를 협상중이다. 그러나 미국의 무기 통제 지침은 실제 미사일의 판매를 차단했다. 판매 협상은 이스라엘과 터키 사이에도 진행되었다. 터키는 이스라엘과 전략적 군사 협력관계에 있다. 그러나 결과는 알려지지 않았다.
미국에 의해, 다층 ABM 시스템의 구성품으로 애로를 사용하는 것에 대한 논의도 있었다.

## 애로 2
하나의 애로 2 미사일 포대는 다음과 같이 구성된다.
- 4개에서 8개의 이동식 미사일 발사대(하나의 미사일 발사대에는 6발의 미사일 발사관으로 되어있다)
- 발사 통제센터 트럭
- 통신센터 트럭
- 화력관제센터 트레일러
- 그린파인 이동식 레이다

### 블록-5
2011년 4월, 이스라엘 미사일 방어기구(Israel Missile Defense Organization, IMDO)는 블록-5 개발을 시작했다. 저고도 애로우 2와 외기권 애로우 3를 통합하여 하나의 국가 미사일 방어 시스템을 구축할 것이다.
IMDO 국장 Arieh Herzog에 따르면, 블록-5에는 새로운 지상 레이더, 공중 레이더, 통제소와 새로운 가상 적 미사일인 실버 스패로우가 개발될 것이다. 실버 스패로우는 F-15 전투기에 장착되며, 이란의 사거리 2000 km 샤하브-3 중거리 핵 탄도 미사일의 비행특성을 모방했다.
블록-5는 현재 이스라엘에 배치된 이스라엘군 슈퍼 그린파인 레이더, 미군 사드의 AN/TPY-2 레이더, 미국 해군 구축함의 레이더들의 상호운용을 최적화 할 것이다. 이스라엘과 미국의 목표물이 적의 미사일 공격을 받을 때, 미군 레이더들은 closed-loop 작전을 지원하는데 사용될 것이다. closed-loop 작전이란 이스라엘 레이더가 목표물 탐지에 오차가 있으면, 미군 레이더가 이 오차를 보정해주는 정도로 지원하는 것을 말한다.

## 패트리엇 시스템과 연동
이스라엘은 당초 고고도 요격 체계(Arrow)와 저고도 요격 체계(패트리엇)를 모두 자체 개발하려다가, 저고도는 미국산 패트리엇 PAC3를 도입하는 쪽으로 정책을 변경했다.

## 인도
2001년에 인도가 이스라엘 엘타사로부터 애로 시스템의 그린파인 레이다를 수입하려고 하였다. 그러나 미국이 MTCR 등의 이유를 들어 수출에 반대하여, 이스라엘과 합작하여 스워드피쉬 레이다를 개발했다. 2006년 11월 프리트비 단거리 지대지 탄도 미사일을 고도 40에서 50km 상공에서 요격하는 탄도 미사일 요격 실험을 했다

.

## 대한민국
2006년 1월 31일, 대한민국 정부는 지상 통제 장치로 탐지 거리가 500km에 달하는 ‘그린파인’ 레이다 3대와 요격용 애로 2 미사일 36기를 한 세트로 구입하려고 한다고 매일경제가 단독 보도했다.

## 요격실험
- 2004년 7월 - 제7차 애로우 테스트. 사거리 300 km인 스커드B를 모방한 블랙 스패로우 미사일을 애로우2 미사일이 요격했다. 애로우2 시스템이 최초로 풀가동된 실험이었다.
- 2007년 7월 6일 - 이스라엘이 블루스패로우 사진을 최초로 공개했다.
- 2008년 4월 15일 - 블루 스패로우 미사일가 애로우 테스트용으로 최초 발사되었다. 슈퍼그린파인 레이다가 이란의 사하브-3를 모방한 블루스패로우 미사일을 완벽하게 추적했다. 애로우 미사일은 발사하지 않았다.
- 2009년 4월 7일 - 제18차 애로우 테스트. 애로우2 시스템의 완전한 첫 번째 실험이었다. 오전 11시경에 팔마힘 공군기지에서 애로우-2 미사일이 발사되었으며, 사하브-3와 동일하게 제작된 블루 스패로우 미사일을 정확하게 요격했다. 레이다는 슈퍼그린파인 레이다가 사용되었다. 실험은 이스라엘 공군과 미국 미사일 방어국이 공동으로 수행했다. 애로우는 미국의 보잉사와 함께 개발중인 프로젝트이다.

## 같이 보기
- 블루 스패로우 미사일